# Pierre Vidal-Naquet

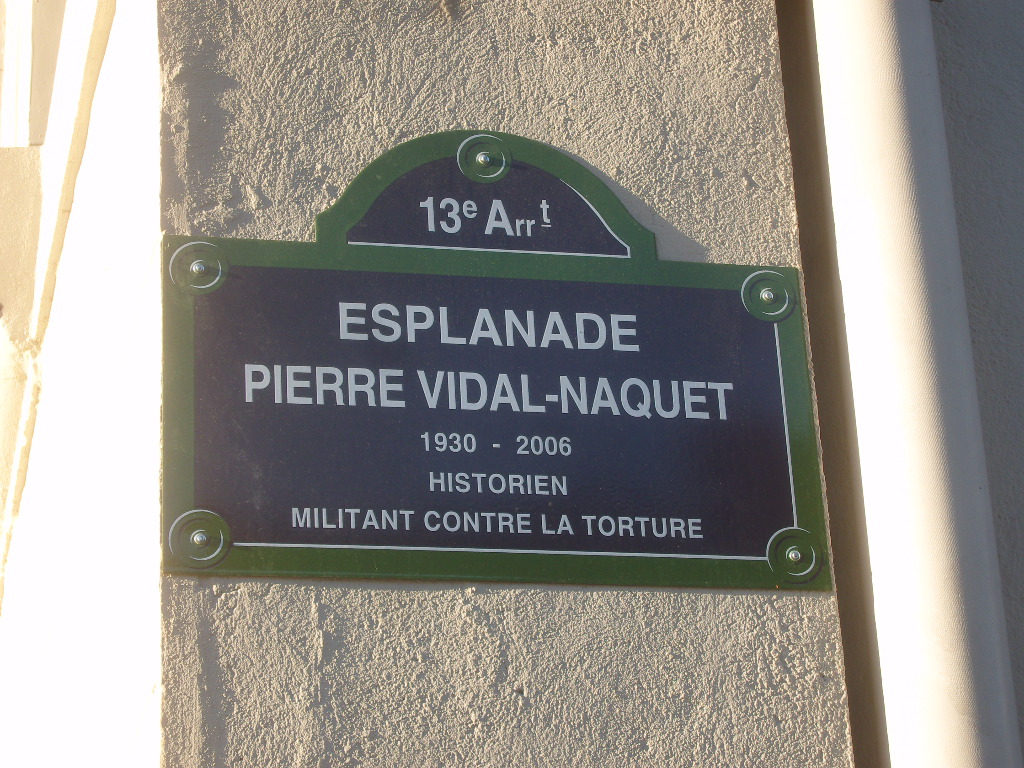
Placa de la Explanada Pierre Vidal-Naquet, Historiador. Militante contra la tortura, (París).

Pierre Vidal-Naquet (París, 23 de julio de 1930 - Niza, 29 de julio de 2006) fue un historiador francés especializado en la Antigua Grecia.

## Biografía
Nació en el seno de una familia de origen judío que, ante todo, era republicana y laica, como él siempre destacó. Sus padres fueron apresados por la Gestapo y asesinados en el campo de concentración de Auschwitz. Su padre, Lucien Vidal-Naquet (1899-1944), fue un jurista reconocido y miembro de la resistencia. La Segunda Guerra Mundial lo abocó, siendo aún un adolescente, a participar en la resistencia contra la ocupación nazi. En sus Memorias, a partir de esa imagen familiar ha señalado su repercusión en la sociedad francesa de posguerra.

### Helenista
Tras la guerra se especializó en la Grecia Antigua y se diplomó en la Facultad de Letras de París. Su primer destino fue un colegio en Orleans. Luego, se incorporó a la Facultad de Letras de Lille y más tarde a la Universidad de Lyon, desarrollando actividades de dirección en centros de investigación histórica. Finalmente fue director de estudios griegos en la Escuela de Altos Estudios en Ciencias Sociales de París, en una carrera muy fructífera. 
Colaboró con los grandes helenistas de su tiempo, que han sido referencia en la renovación y apertura al público de los estudios griegos, así Pierre Leveque, Michel Austin, y sobre todo Jean Pierre Vernant. Hoy son clásicos sus trabajos: sobre Clístenes, Clisthéne l'Athenien (1964), la economía antigua Economies et sociétés en Grèce ancienne (1972), el famoso Mito y tragedia en la Grecia Antigua (1972), Travail et esclavage en Grèce ancienne (1988) o sus ensayos variados de El cazador negro (1981), estos dos últimos analizan la esclavitud de la Antigüedad. 

### Activista
Desarrolló, comprometido con su tiempo, una intensa labor política en favor de los perseguidos; destacó su oposición a la guerra de Francia contra la liberación de Argelia denunciando la tortura de Estado. Firmó el llamado Manifiesto de los 121 en 1958 y el conflicto argelino le llevó a escribir su primera obra en 1958, L'Affaire Audin, que le recordó las conversaciones con su padre de niño sobre el caso Dreyfus. La obra fue censurada y él suspendido provisionalmente como profesor. En el libro contó el caso de un profesor de matemáticas de la Universidad de Argel que había muerto cuando era interrogado por el ejército francés.
Cuando nueve años después de finalizada la guerra de Argelia (1954-1962) el general Jacques Massu publicó un libro de memorias titulado La verdadera batalla de Argel en el que justificó el empleo de la tortura, Vidal-Naquet le replicó con la publicación de la traducción francesa de su libro Torture: Cancer of Democracy, publicado originariamente en inglés en 1963 y en el que denunciaba que el cáncer de la democracia no era la tortura misma sino la indiferencia hacia ella, al que siguió Les Crimes de l'armée française (Los crímenes del ejército francés, 1977), en el que describió los horrores de la represión francesa durante la guerra de Argelia, ampliando un libro anterior publicado en 1962 con el título Raison d'État (Razón de Estado).
Se pronunció también contra la guerra de Vietnam y la situación de las prisiones en Francia junto a otros destacados intelectuales como Michel Foucault. Las sucesivas guerras de Irak fueron objeto también de su crítica y condena, así como la situación de los palestinos en la Franja de Gaza y Cisjordania, y la actitud del gobierno de Ariel Sharón, con quien fue implacablemente crítico. 
Asimismo fue un denodado combatiente contra el Revisionismo histórico (negacionismo) del holocausto nazi, al que dedicó varias de sus obras. Véase Les Assassins de la memoire, y Les juifs, la mémoire et le présent.

## Obras
- L'Affaire Audin, 1957-1978, Minuit, 1958.
- La Raison d´Etat, Minuit, 1962.
- Les Assassins de la memoire, Découverte, 1987.
- Les juifs, la mémoire et le présent, 1981. Tr. Los judíos, la memoria y el presente. FCE Argentina, 1996. ISBN 950-557-218-2
- Clisthéne l'Athenien, con Pierre Leveque, Belles Lettres, 1964.
- Economies et sociétés en Grèce ancienne, A. Colin, 1972, con Michel Austin.
- Mythe et tragédie en Grèce ancienne, 1972, con Jean Pierre Vernant. Tr. Mito y tragedia en la Grecia Antigua, Paidós, 2002. ISBN 84-493-1197-7.
- Le chasseur noire, Maspéro, 1981. Tr. El cazador negro. Formas de pensamiento y formas de sociedad en el mundo griego, Península, 1983.
- Oedipe et ses mythes, Découverte, 1986, con Jean Pierre Vernant.
- Travail et esclavage en Grèce ancienne, Bruselas, Complexe, 1988, con Jean Pierre Vernant.
- La Grèce ancienne, I, II y III, Seuil, 1990-1992, con Jean Pierre Vernant.
- La démocratie grecque, 1996. Tr. La democracia griega, una nueva visión: ensayos de historiografía antigua y moderna., Akal, 1998.
- Le monde d'Homere, 2002. Tr. El mundo de Homero. FCE Argentina, 2001. ISBN 950-557-396-0
- Le miroir brisé, Belles Lettres, 2002.
- L'Atlantide, Belles Lettres, 2005. Tr. La Atlántida: pequeña historia de un mito platónico, Akal, 2006. ISBN 84-460-2416-0